# Gralla becgroga
La gralla de bec groc (Pyrrhocorax graculus) és un ocell de la família dels còrvids.
Cria en les més altes muntanyes del sud d'Europa, els Alps, i els Pirineus, Àsia central i Índia. És un ocell resident (no migra). Una subespècie prehistòrica que vivia a Europa durant la darrera glaciació ha estat anomenada com Pyrrhocorax graculus vetus.
Fa de 36-39 cm de llarg i de 65-74 cm d'envergadura alar.
Sovint és gregari i no té por. Acostuma a residir en zones d'estacions d'esquí.
S'alimenta d'insectes a l'estiu i de petits fruits a l'hivern.